# Об'єднаний турнір 2013
Об'єднаний турнір 2013 — міжнародний товариський футбольний турнір українських та російських клубів. Турнір проходив під час літньої паузи в і давав змогу підготувати команди до нового сезону. Переможцем турніру стало київське «Динамо».

## Учасники
- «Зеніт» (Санкт-Петербург) — віце-чемпіон Росії
- «Спартак» (Москва) — 4 місце Чемпіонату Росії 2012/13
- «Динамо» (Київ) — бронзовий призер чемпіонату України
- «Шахтар» (Донецьк) — чемпіон України

## Регламент
Кожна команда зіграла чотири матчі — по два вдома і на виїзді проти двох команд з іншої країни. Єдиним виключенням є санкт-петербурзький «Зеніт», який через зміну газону на домашньому стадіоні проводив свої матчі у Києві. В інтересах майбутнього сезону команди не грали проти своїх внутрішніх конкурентів.
Команди отримали 3 очки за перемогу, 1 очко за нічию і 0 очок за поразку. У разі рівності за очками лідер буде визначатись за різницею м'ячів. Протягом гри команди можуть робити вісім замін: по три заміни в кожному з таймів і решту в перерві.

## Стадіони
| Донецьк           | Москва              | Київ               | Київ                          |
| ----------------- | ------------------- | ------------------ | ----------------------------- |
| Донбас Арена      | «ім. Е. Стрельцова» | НСК «Олімпійський» | «Динамо» ім. В. Лобановського |
| Місткість: 51 504 | Місткість: 13 450   | Місткість: 70 050  | Місткість: 16 873             |
|                   |                     |                    |                               |

## Таблиця
| М  | Команда            | І | В | Н | П | МЗ | МП | РМ | О  |
| -- | ------------------ | - | - | - | - | -- | -- | -- | -- |
| 1. | «Динамо» (Київ)    | 4 | 3 | 1 | 0 | 8  | 5  | +3 | 10 |
| 2. | «Спартак» (Москва) | 4 | 1 | 1 | 2 | 3  | 3  | 0  | 4  |
| 3. | «Зеніт» (С.-П.)    | 4 | 1 | 1 | 2 | 5  | 6  | −1 | 4  |
| 4. | «Шахтар» (Донецьк) | 4 | 1 | 1 | 2 | 1  | 3  | −2 | 4  |

## Матчі
| 27 червня 2013 18:30 |

| «Спартак» | 0 − 1    | «Динамо»         |
| --------- | -------- | ---------------- |
|           | Протокол | Гусєв 31' (пен.) |

| «ім. Стрельцова», Москва Глядачів: 8 000 Арбітр: Олексій Ніколаєв (Росія) |

| 27 червня 2013 20:30 +28°C |

| «Зеніт» | 0 − 1    | «Шахтар»  |
| ------- | -------- | --------- |
|         | Протокол | Коста 69' |

| «Динамо» ім. Лобановського, Київ Глядачів: 4 000 Арбітр: Сергій Бойко (Україна) |

| 30 червня 2013 19:00 +26°C |

| «Шахтар» | 0 − 0    | «Спартак» |
| -------- | -------- | --------- |
|          | Протокол |           |

| «Донбас Арена», Донецьк Глядачів: 24 391 Арбітр: Анатолій Абдула (Україна) |

| 30 червня 2013 21:00 +22°C |

| «Зеніт»      | 1 − 2    | «Динамо»               |
| ------------ | -------- | ---------------------- |
| Файзулін 20' | Протокол | Гармаш 11' Мехмеді 82' |

| НСК «Олімпійський», Київ Глядачів: 28 300 Арбітр: Євген Арановський (Україна) |

| 3 липня 2013 18:30 +29°C |

| «Спартак»                       | 2 − 0    | «Шахтар» |
| ------------------------------- | -------- | -------- |
| Мовсісян 43' (пен.) Яковлєв 75' | Протокол |          |

| «ім. Стрельцова», Москва Глядачів: 6 000 Арбітр: Максим Лаюшкін (Росія) |

| 3 липня 2013 20:30 +20°C |

| «Динамо»                         | 3 − 3    | «Зеніт»                               |
| -------------------------------- | -------- | ------------------------------------- |
| Гармаш 9' Дуду 58' Нету 90' (аг) | Протокол | Данні 40' Кержаков 76' Джорджевич 84' |

| НСК «Олімпійський», Київ Глядачів: 30 219 Арбітр: Юрій Можаровский (Україна) |

| 6 липня 2013 19:00 +28°C |

| «Шахтар» | 0 − 1    | «Зеніт»     |
| -------- | -------- | ----------- |
|          | Протокол | Бистров 89' |

| «Донбас Арена», Донецьк Глядачів: 23 331 Арбітр: Сергій Берізка (Україна) |

| 7 липня 2013 20:30 |

| «Динамо»           | 2 − 1    | «Спартак»          |
| ------------------ | -------- | ------------------ |
| Ленс 15' Гусєв 61' | Протокол | Інсаурральде 90+2' |

| НСК «Олімпійський», Київ Глядачів: 51 300 Арбітр: Юрій Вакс (Україна) |

## Бомбардири
2 голи
- Денис Гармаш («Динамо»)

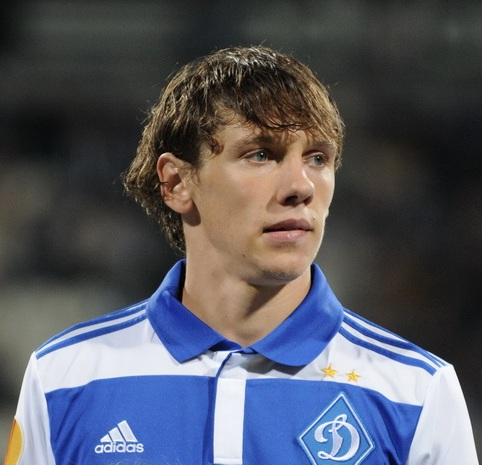
Денис Гармаш — найкращий бомбардир турніру

- Олег Гусєв («Динамо») (1 пен.)

1 гол
- Володимир Бистров («Зеніт»)
- Данні («Зеніт»)
- Лука Джорджевич («Зеніт»)
- Дуду («Динамо»)
- Хуан Інсаурральде («Спартак»)
- Олександр Кержаков («Зеніт»)
- Дуглас Коста («Шахтар»)
- Джермейн Ленс («Динамо»)
- Адмір Мехмеді («Динамо»)
- Юра Мовсісян («Спартак») (1 пен.)
- Віктор Файзулін («Зеніт»)
- Павло Яковлєв («Спартак»)

Автоголи
- Луїш Нету («Зеніт»)

| ПЕРЕМОЖЕЦЬ Об'єднаного турніру 2013 |
| ----------------------------------- |
| «Динамо» (Київ) Вперше              |